# وویتخ براداچ
وویتخ براداچ (انگلیسی: Vojtěch Bradáč؛ ۶ اکتبر ۱۹۱۳ – ۳۰ مارس ۱۹۴۷) یک بازیکن فوتبال اهل جمهوری چک بود.

## باشگاهی
از باشگاه‌هایی که در آن بازی کرده‌است می‌توان به سوشو ، باشگاه فوتبال اسپارتا پراگ، باشگاه فوتبال ویکتوریا ژیژکوف و باشگاه فوتبال اسلاویا پراگ اشاره کرد.

## تیم ملی
وی سابقه ۹ بازی در تیم ملی فوتبال چکسلواکی را در کارنامه دارد.